# Отто Йоахім Мольтке
Отто Йоахім Мольтке (1770–1853) — міністр у справах держави Данії з 1824 до 1842 року.